# Exochochromis anagenys
Exochochromis là một chi đơn loài. Chi này chỉ có một loài, Exochochromis anagenys, là loài cá cảnh nuôi phổ biến.
Nó là loài đặc hữu đông nam hồ Malawi của Malawi, Mozambique và Tanzania ở Đông Phi. Đáng chú ý nó được tìm thấy ở đảo tây Thumbi.